# Ambassadeur de bonne volonté

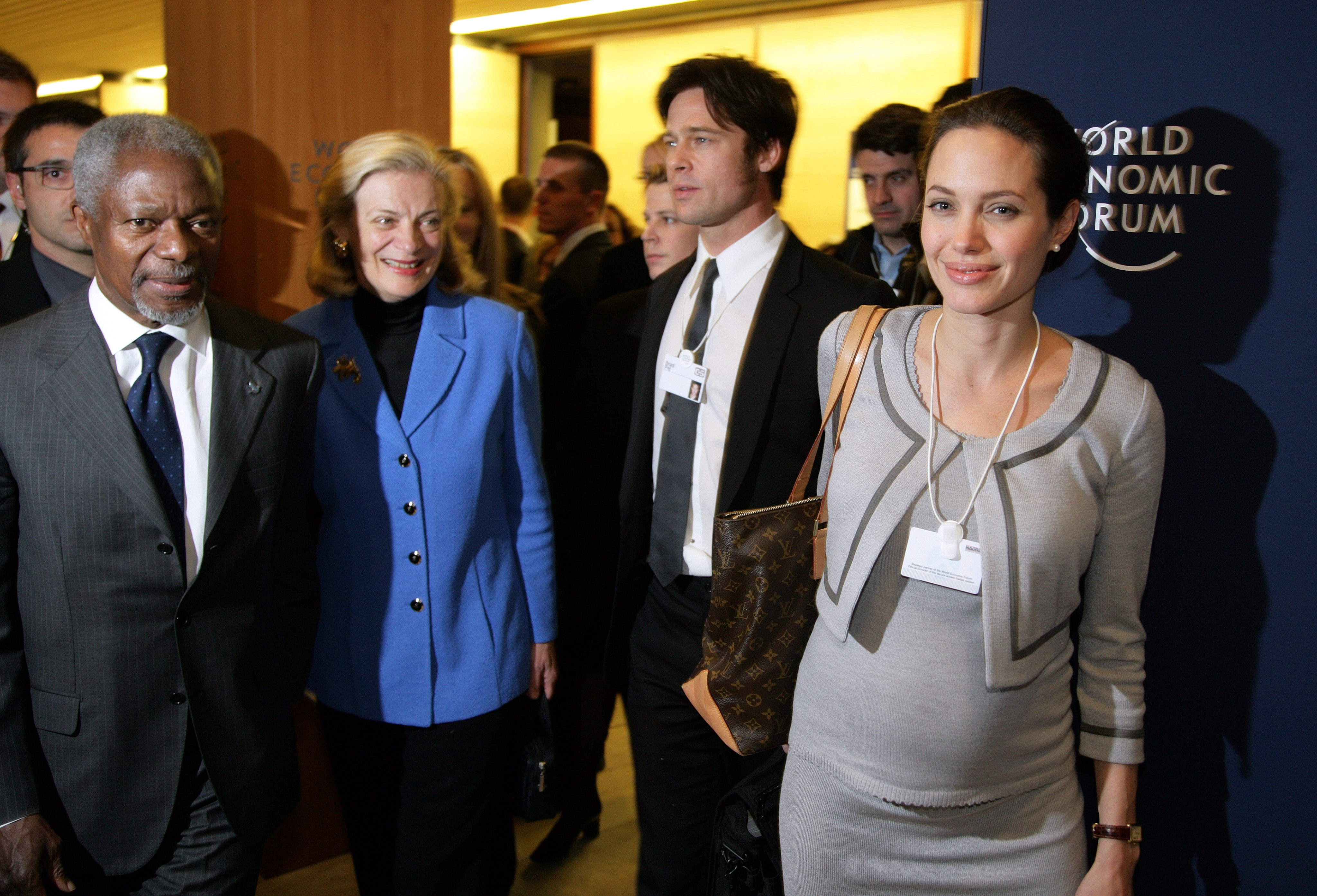
Angelina Jolie, qui devient ambassadrice envers les réfugiés en 2001.

Ambassadeur de bonne volonté est un terme générique utilisé, notamment au sein de l'Organisation des Nations unies (ONU), comme titre honorifique post-nominal officiel ou officieux, selon l'institution et le contexte où il est utilisé. L'ambassadeur de bonne volonté est un activiste prêtant sa réputation et son nom pour une cause ou un idéal à titre gracieux.
Un ambassadeur de bonne volonté ne touche pas de salaire ou un euro symbolique, seuls les frais peuvent être éventuellement pris en charge. Beaucoup d'organisations gouvernementales, non gouvernementales, multilatérales, ou à but non lucratif utilisent des ambassadeurs de bonne volonté pour promouvoir leurs programmes en utilisant leur réputation. Ils peuvent participer à des opérations visant le public ou d'autres gouvernements, à des collectes de fonds et visiter des opérations sur le terrain afin d'assurer un retentissement médiatique.
Les ambassadeurs de bonne volonté sont une part officielle (ou non) des gouvernements et des cultures depuis aussi longtemps que la diplomatie existe ; pour dialoguer ou présenter, utilisant des célébrités, des scientifiques, des auteurs, des activistes reconnus, et d'autres figures de la haute société.
Les missions de bonne volonté sont, en général, réalisées ou supervisées par les chefs d'état et ne nécessitent généralement pas d'accréditation diplomatique autre qu'une lettre de préparation (ou lettre de créance). Cependant, certains États font délivrer des pouvoirs qui comprennent l'immunité diplomatique pour leurs ambassadeurs de bonne volonté tels que Haïti.
Un ambassadeur de bonne volonté peut également être nommé émissaire spécial. Dans ce cas, son rôle n'est pas juste de la représentation mais également un rôle de négociation ou de gestion sur des projets.

## Exemple d’ambassadeurs
Angelina Jolie devient ambassadrice de bonne volonté pour le HCR envers les réfugiés en 2001. En 2012, le HCR la promeut émissaire spéciale.
L'ONU a également sollicité d'autres artistes comme Emma Watson, Shakira, Jennifer Lopez et Anne Hathaway comme ambassadrice d'autres agences de l'ONU.
Bill Clinton est devenu émissaire spécial pour Haïti.
En tant qu'ambassadeurs de bonne volonté pour la cause des femmes à l'ONU :
- Nicole Kidman
- Bajrakitiyabha Mahidol
- Emma Watson
- Cate Blanchett
- Farhan Akhtar
- Sania Mirza
- Hai Qing
- Muniba Mazari